# آلودگی هوا در هنگ کنگ

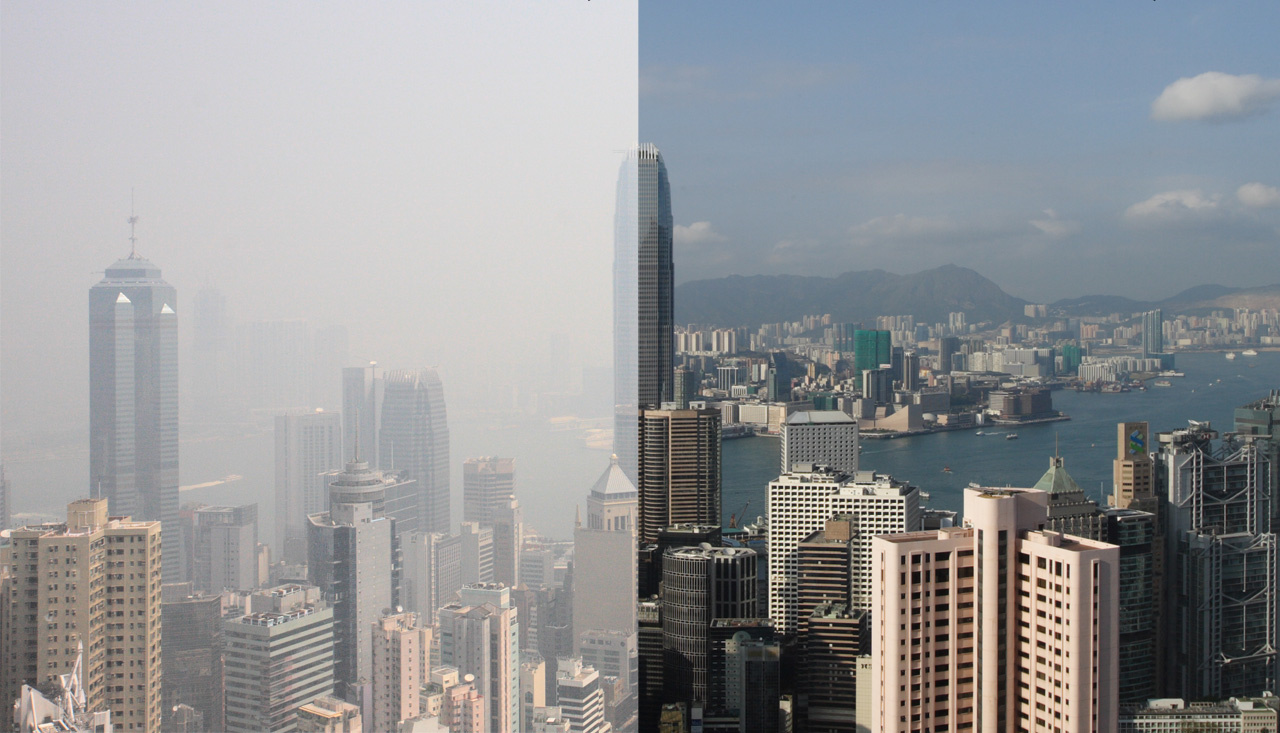
وضعیت ریزگرد در دو روز مختلف که آسمان فاقد ابر است، کیفیت هوا در روزهای مختلف بر حسب فصل و به دلیل جهت وزش باد، می تواند به طور چشمگیری متفاوت باشد.

آلودگی هوا در هنگ کنگ (به انگلیسی: Air pollution in Hong Kong) یک معضل جدی تلقی می‌شود. در سال ۲۰۰۴،  در ۳۰ درصد از مجموع روزهای سال، شعاع دید کمتر از هشت کیلومتر بود. به دلیل کاهش کیفیت هوا، موارد بیماری آسم و عفونت‌های مرتبط با نایژه روند صعودی پیدا کرده بود. هرچند، در سال‌های اخیر، از میزان زمان کاهش دید نسبت به ده سال گذشته به میزان قابل توجهی کاسته شده است. 